# Людська помилка
Людська помилка — це дія, яка була зроблена, але «не була запланована виконавцем; не відповідала встановленим правилам чи очікуванням зовнішнього спостерігача; або призвела до виходу завдання чи системи за межі допустимих параметрів». Помилка людини часто називається основною причиною або сприяючим фактором у катастрофах та аваріях у різних галузях, таких як ядерна енергетика (наприклад, аварія на АЕС Три-Майл-Айленд), авіація, космічні дослідження (наприклад, катастрофа шатла Challenger та катастрофа шатла Columbia), а також медицина. Запобігання людським помилкам зазвичай розглядається як важливий чинник забезпечення надійності та безпеки складних систем. Помилка людини є одним із численних чинників, що сприяють виникненню ризикових подій.

## Визначення
Помилка людини стосується дії, яка була «не запланована виконавцем; не відповідала встановленим правилам чи очікуванням зовнішнього спостерігача; або призвела до виходу завдання чи системи за межі допустимих параметрів». Коротко кажучи, це відхилення від наміру, очікування або бажаного результату. Логічно, дії людини можуть не досягти мети двома способами: дії можуть бути виконані згідно з планом, але сам план може бути недосконалим (що призводить до помилок); або ж план може бути задовільним, але виконання виявляється недостатнім (що призводить до промахів або збоїв). Однак, якщо не було плану досягти конкретного результату, тоді проста невдача не вважається помилкою.

## Продуктивність
Помилка людини та продуктивність — це дві сторони однієї медалі: механізми, які призводять до «помилки людини», є тими самими механізмами, що визначають «продуктивність людини». Дії, які згодом класифікуються як «помилки людини», оцінюються так лише з позиції ретроспективи. Отже, дії, які називають «помилкою людини», насправді є частиною звичайного спектра людської поведінки. Дослідження неуважності в повсякденному житті надає значну кількість прикладів та класифікацій таких аспектів поведінки.
Хоча поняття людської помилки міцно закріпилося в класичних підходах до розслідування аварій та оцінки ризиків, воно не відіграє жодної ролі в сучасних підходах, таких як інженерія стійкості.

## Категорії
Існує багато способів класифікувати помилки людини:
- Екзогенні та ендогенні(інші мови) помилки: помилки, що виникають зовні (зовнішні чинники) чи всередині (внутрішні чинники) особи.[8]
- Оцінка ситуації та планування реакції,[9] зокрема:
  - Помилки у виявленні проблеми (див. також теорію виявлення сигналів).
  - Помилки у діагностиці проблеми (див. також розв'язання проблем).
  - Помилки у плануванні дій та їх виконанні[10] (наприклад, зриви або помилки виконання проти помилок наміру[11][3]).
- За рівнем аналізу: Перцептивні помилки (наприклад, оптичні ілюзії).Когнітивні помилки. Помилки у міжособистісному спілкуванні(інші мови). Помилки на організаційному рівні(інші мови).
- Помилки фізичної маніпуляції[12]
  - Зриви: коли фізична дія не досягає безпосередньої мети.
  - Забування: коли відбувається збій пам'яті або спогадів.
- Активні помилки: спостережувані фізичні дії, які змінюють стан обладнання, системи чи об'єкта, що призводить до негайних небажаних наслідків.
- Латентні помилки(інші мови): приховані організаційні слабкості або дефекти обладнання, які залишаються непоміченими на момент їх виникнення та не мають негайних

наслідків.
- Помилки, пов'язані із залежністю від обладнання: втрата пильності через припущення, що технічні засоби контролю чи пристрої безпеки завжди працюватимуть належним чином.
- Командні помилки(інші мови): втрата пильності через соціальну взаємодію між двома чи більше людьми, які працюють разом.
- Особистісні залежності: небезпечні установки та пастки людської природи, що призводять до самозаспокоєності та надмірної впевненості.

## Суперечності
Деякі дослідники стверджують, що поділ людських дій на «правильні» та «неправильні» є шкідливим спрощенням складного явища. Більш перспективним підходом може бути зосередження на варіативності людської продуктивності та тому, як оператори (та організації) можуть управляти цією варіативністю.
Сучасні підходи, такі як інженерія стійкості (resilience engineering), підкреслюють позитивну роль людини у складних системах. У межах цього підходу успіхи (те, що відбувається правильно) і невдачі (те, що йде не так) розглядаються як результат одного й того ж явища — варіативності людської діяльності. Одним із конкретних аспектів цього є принцип компромісу між ефективністю та ретельністю , який проявляється на всіх рівнях людської діяльності — як у окремих індивідів, так і у групах.